# Nieuw-Scheemda
Nieuw-Scheemda est un village néerlandais situé dans la commune d'Oldambt, en province de Groningue. Le 1er janvier 2006, le village comptait 290 habitants.